# Bazilika sv. Servacija, Maastricht
Bazilika svetega Servacija je rimskokatoliška cerkev, posvečena svetemu Servaciju, v mestu Maastricht na Nizozemskem. Arhitekturni hibrid, a predvsem romanska cerkev se nahaja ob gotski cerkvi svetega Janeza na glavnem mestnem trgu Vrijthof.

## Zgodovina
Današnja cerkev je verjetno četrta cerkev, ki je bila zgrajena na mestu groba sv. Servacija, armenska misijonarja, ki je bil škof Tongerena in naj bi umrl leta 384 v Maastrichtu.  Majhno spominsko kapelo na svetnikovem grobu je škof Monulph nadomestil z veliko kamnito cerkvijo okoli leta 570. To cerkev je nadomestila večja romarska cerkev v poznem 7. stoletju, ki jo je nato nadomestila današnja struktura, ki je bila zgrajena v več fazah v obdobju več kot 100 let. Ladja je bila zgrajena v prvi polovici 11. stoletja, transept v drugi polovici stoletja, ter kor in westwerk v 12. stoletju. Romanska cerkev je bila zgrajena v obdobju, v katerem je kapitelj svetega Servacija ohranil tesne vezi s svetim rimskim cesarstvom, kar je omogočilo zgradbi, da je imela pomen nemške cesarske cerkve. Posvetitve cerkve leta 1039 se je udeležil tudi cesar Henrik III. in dvanajst škofov. Večina srednjeveških upraviteljev cerkve so bili sinovi najvišjih nemških plemiških družin. Več jih je opravljalo funkcijo kanclerja nemškega cesarstva, vsaj osem jih je postalo nadškofov. 
Skulpture Bergportaala na južni strani cerkve so nastale okoli 1180 in se veljajo za pozno romanske ali zgodnje gotske. Vse kapele ob stranskih ladjah so gotske (14. in 15. stoletje), zato je strop glavne ladje in transepta obokan. Leta 1556 je bil dodan poznogotski stolp na westwerku med dvema obstoječima stolpoma. Leta 1770 je bil celoten westwerk okronan z baročnimi fialami, ki jih je zasnoval arhitekt iz Lièga, Etienne Fayen.
Skozi stoletja je notranjost cerkve doživela veliko sprememb. V 17. stoletju so podrli gotski korno pregrado z upodobitvami življenja svetega Servacija. Fragmente  zaslona iz 14. stoletja so odkrili v 1980-ih ob obnovitvenih delih in jih zdaj hranijo v cerkvenem lapidariju v kripti. Do konca 18. stoletja je bila celotna notranjost cerkve bele barve, pisane srednjeveške vitraje je nadomestilo brezbarvno steklo in cerkev je postala izrazito baročna.
Severni transept ima nekaj epitafov, od katerih je tisti Egidiusa Ruyschena v renesančnem slogu verjetno najbolj izviren. V bližini je impresiven grob grofa in grofice van den Bergh (Johannes Bossier, 1685), ki je bil prenesen iz dominikanske cerkve v Maastrichtu. Od dominikanske cerkve so prenesli tudi bogato okrašene spovednice flamskega kiparja Daniela Van Vlierdena (Hasselt, 1700), ki se nahajajo v različnih delih cerkve.
Leta 1797 so kapitelj ukinili francoski revolucionarji in cerkev je bila uporabljena kot vojaški konjski hlev. Oprema cerkve je bila prodana, ukradena ali razbita. Prav tako je v prvih letih francoske okupacije izginila večina cerkvenih zakladov. Leta 1804 je bila cerkev vrnjena župniji, vendar je bila stavba prazna in propadla. V obdobju, ki je sledilo, je bilo narejeno največ škode. Kapela sv. Maternusa iz 11. stoletja in Kraljevi kapeli (francoskih kraljev Karla VII. in Ludvika XI.) iz 15. stoletja, sta bili obravnavani kot nepopravljivi in sta bili porušeni. Iz liturgičnih razlogov je bilo potrebno znižati povišan kor, za kar je bila porušena osnovna kripta iz 11. stoletja. Leta 1846 so bile štiri plošče, ki so pripadale relikviariju svetega Servacija (Noodkist) prodane trgovcu starin in končale v Kraljevem muzeju umetnosti in zgodovine v Bruslju (Musées royaux d'art et d'histoire de Bruxelles).
Med letoma 1866 in 1900 je cerkev doživela veliko rekonstrukcijo, v kateri je bilo nekaj škode narejene v preteklosti povrnjene. Obnovo je vodil znani nizozemski arhitekt Pierre Cuypers. Leta 1955 je požar povzročil da je Cuypersov neogotski westwerk zvonik padel skozi streho cerkve, in spet je bila potrebna temeljita obnova (1982-1991). V tej zadnji obnovi je bila barvita shema notranje opreme v veliki meri odstranjena. Tudi v tej zadnji obnovi so bila izvedena obsežna izkopavanja, tako v cerkvi kot sosednjih zgradbah, odkrito je bilo veliko informacij o zgodovini cerkve in njenih predhodnicah.

## Verski pomen
Prisotnost groba sv. Servacija v cerkveni kripti in številne relikvije v cerkveni zakladnici, so skozi stoletja privabljale številne romarje. V 14. stoletju (morda pa že prej) je bilo romanje vsakih sedem let organizirano v sodelovanju z bližnjo stolnico v Aachnu in opatijo Kornelimünster, ki je pritegnilo v regijo več deset tisoč obiskovalcev. Ta tako imenovana Heiligdomsvaart so se nadaljevala vse do leta 1632, ko je Maastricht postal povezan z nizozemsko republiko (Beleg van Maastricht). Heiligdomsvaart je oživel v 19. stoletju in tradicija se nadaljuje tudi v današnjem času. Naslednji bo potekal julija 2018.
Danes je bazilika sv. Servacija glavna cerkev dekanije Maastricht, ki pripada škofiji Roermond. Cerkev je še vedno center katolicizma v Maastrichtu (drugi glavna cerkev je [[Marijina bazilika (Maastricht)|Marijina bazilika). Cerkev je v baziliko minor povzdignil papež Janez Pavel II. ob obisku leta 1985.

## Umetnostno zgodovinski pomen
Čeprav ima sedanja zgradba precej hibridno podobo arhitekturnih slogov, je cerkev sv. Servacija ena najpomembnejših verskih zgradb v nekdanji kneževini-nadškofiji Liège. Tako vzhodni kor kot westwerk Maastrichtske cerkve sta odločilno vplivala na razvoj romanske arhitekture v dolini reke Meuse in Rena.  Številni avtorji so opozorili na pomen pozno romanske skulpture južnega portala za zgodnji razvoj gotskega kiparstva v Franciji. 
- Jugovzhodni stolp, apsida in pritlikava galerija
- Notranjost vzhodnega kora
- Westwerk in južni portal
- Notranjost westwerka, severna galerija
- Cesarjeva dvorana, westwerk

### Romansko kiparstvo
Tako zunanjost vzhodnega kora kot notranjost westwerka sv. Servacija vsebujejo arhitekturno kiparstvo, ki se uvršča med najbolj zanimiva v Mozanski regiji.   34 dovršeno klesanih kapitelov v westwerku prikazuje prizore iz znanih knjig kanona, kot je Svetega Avguština De Civitate Dei in različnih bestiarijev. Ponavljajoče se teme so: rastlinski okraski, živali, ljudje, ki se borijo z živalmi, ljudje prepleteni v rastlinah in ljudje, ki se pri dnevnih aktivnostih. Tesna povezanost so ugotovili umetnostni zgodovinarji med kapiteli v maastrichtskem westwerku in tistimi v vzhodnem koru Marijine bazilike v Maastrichtu in kripte v Rolduc cerkvi, pritlikave galerije Doppelkirche Schwarzrheindorf (Bonn) in palače Wartburg (v bližini Eisenacha). 
Tudi v westwerku sv. Servacija je oblikovana romanska korna pregrada, imenovana tudi  dvojni relief. Spodnji pravokotni del prikazuje Marijo in otroka v mandorli z dvema angeloma, zgornji del prikazuje Kristusovo izročanje ključev nebes do svetemu Petru in sv. Servaciju. Relief je tesno povezan s korno pregrado v cerkvi sv. Petra v Utrechtu. Drugje v cerkvah iz 12. stoletja timpanon prikazuje Majestas Domini in ga je mogoče najti v okviru nekdanjega portala. Strop kora kaže ostanke stropne poslikave, ki prikazuje vizije Zaharije. To je edino ohranjeno delo nekoč pomembne skupine slikarjev iz Maastrichta in Kölna, ki so prejeli veliko pohval Wolframa von Eschenbacha v njegovem Parsivalu.
Južni portal cerkve (Bergportaal) vsebuje kiparski okras, ki označuje obdobje prehoda med pozno romaniko in zgodnjo gotiko. Timpanon in dva notranja arhivolta segata v okoli 1180 in sta v romanskem slogu, preostali del portala je gotski in izvira iz okoli 1215.
- Kapiteli vzhodne fasade
- Detajl kapitela na westwerku
- Korna pregrada westwerka
- Severozahodni portal
- Južni portal (detajl)

### Zakladnica
Od donacije srebrne relikvije v obliki rimskega slavoloka Karlovega biografa Einharda okoli leta 830, je cerkev dobila številne zaklade, ki so večinoma danes shranjeni v zakladnici. Med njimi so relikviarij in doprsni kip sv. Servacija, ključ, skodelice, škofovska palica in prsni križ sv. Servacija, velik pravoslavni križ in mnoge druge relikvije in liturgične posode, kot tudi pomembna zbirka srednjeveške slonovine in tekstila.
- Relikviarij (Noodkist), 12. st.
- Ključ sv. Servacija, 9. st.
- Doprsni kip sv. Servacija, 14./16. st.
- Slonokoščena skrinja, 11. st.
- Svilena obleka, 7./8. st.